# Шаманский бубен
Шаманский бубен — бубен, используемый в шаманских ритуалах у народов Сибири (кеты, алтайцы, эвенки), Северной Европы (саамы, ненцы) и Северной Америки.
Форма круглая, овальная или яйцевидная. Диаметр до 1 метра, ширина обечайки (обода) 2,5—20 см. Мембрана из шкуры оленя, марала или лося, часто с рисунками. На задней стороне бубна располагается рукоять в виде перекладины или крестовины. В Северо-Восточной Сибири и в Америке распространены маленькие бубны с внешней рукоятью (за пределами обода). Ударная часть колотушки обёрнута шкурой.
Обычно бубен олицетворяет собой средство передвижения (коня, оленя, лодку, плот), а колотушка — плеть или весло, для путешествия шамана в другие миры.
- Ненецкий бубен
- Алтайский бубен
- Бубен эвенков (конец XIX — начало XX века)
- Колотушка